# كارلوس فيغوروا
كارلوس فيغوروا (بالإسبانية: Carlos Figueroa)‏ (19 أبريل 1980 بغواتيمالا في غواتيمالا - ) هو لاعب كرة قدم غواتيمالي في مركز الوسط. شارك مع منتخب غواتيمالا لكرة القدم. أما مع النوادي، فقد لعب مع أوليمبيا أسونسيون ونادي كوميونيكيشنس وميونيسيبال وDeportivo Petapa ‏ وديبورتيفو بيتابا.

## وصلات خارجية
- كارلوس فيغوروا على موقع الاتحاد الدولي (مؤرشف)  (الإنجليزية)
- كارلوس فيغوروا على موقع قاعدة بيانات كرة القدم.إي يو (الإنجليزية)
- كارلوس فيغوروا على موقع ناشيونال فوتبول تيمز (الإنجليزية)
- كارلوس فيغوروا على موقع Soccerway.com (الإنجليزية)